# HD 6130
HD 6130，又名BD+60 157，SAO 11551、HR 292，是一颗恒星，视星等为5.92，位于銀經124.4，銀緯-1.76，其B1900.0坐标为赤經0h 57m 27.2s，赤緯+60° -1.76′ 15″。